# Manifest Destiny
Manifest Destiny è un arco narrativo crossover che coinvolge alcune testate mutanti, mini-serie e tie-in, a seguito di Divisi resistiamo. Pubblicato dalla Marvel Comics fra il settembre 2008 e il giugno 2009, fa luce sui cambiamenti avvenuti durante il trasferimento degli X-Men verso ovest dalla contea di Westchester alla città di San Francisco, che rappresenta il primo cambio di residenza dal soggiorno australiano durante gli anni ottanta.
(Note di chiusura a X-Men Deluxe Presenta n. 228, di Marco Rizzo)

## Trame

### Astonishing X-Men
All'insaputa di tutti, da un universo parallelo tramite una Ghost Box giungono su Terra-616 dei mutanti con l'intenzione di invaderla, approfittando del fatto che l'M-Day ha drasticamente ridotto il numero di quelli attivi. Per scongiurare tale minaccia, Forge crea un gruppo di mutanti artificiali che si scontra con gli invasori a San Francisco attirando l'attenzione degli X-Men e, dopo aver investigato sul caso, il gruppo di Ciclope viene a capo del mistero. Confrontato Forge, più squilibrato che mai e deciso a uccidere gli invasori penetrando nella loro dimensione, Bestia chiede aiuto all'agente Brand dello S.W.O.R.D. che distrugge con un raggio laser orbitale la Ghost Box annichilendo nel contempo tutti coloro che si trovavano dall'altro lato del portale.

### Cable
Risvegliatosi nel cuore della notte, Ciclope confida ad Emma che i suoi incubi riguardano sempre la morte di Cable e della messia per mano del traditore Alfiere. Ragionando, Emma lo porta a comprendere che se non si fidasse ciecamente del figlio non gli avrebbe mai affidato un compito così delicato. Dopo aver fatto l'amore, Ciclope si reca nella stanzetta in cui custodisce una culla per la piccola e si accinge a terminarla. Nel futuro, Cable raggiunge l'ultimo baluardo di resistenza umana e decide di fermarsi per qualche anno.

### Eternals
Per vendicare Sersi, scomparsa dopo essersi sacrificata per fermare la distruzione del pianeta a opera del Celestiale dormiente, Ikaris abbandona gli Eterni in modo da non dover più sottostare alle loro leggi che gli impediscono di uccidere Druig ossia il mandante del piano che ha portato alla morte della donna. Dopo averne attaccato la roccaforte, Ikaris fugge costringendo il malvagio e i suoi alleati a un inseguimento che li conduce fino alle coste di San Francisco dove li attendono gli X-Men. Purtroppo lo scontro viene interrotto dall'entità spaziale Orda che si appresta a divorare il pianeta, anche a dispetto degli avvertimenti del Celestiale dormiente circa la natura incontrollabile dell'energia degli esseri umani, e solamente l'intervento combinato di tutti gli Eterni che mettono da parte le proprie differenze, unendosi nella Uni-Mente riesce a impedire la catastrofe. Nel futuro, Joey, figlio di Thena, racconta alla giornalista Urich di come gli Eterni abbiamo preso il controllo del corpo del Celestiale dormiente sconfiggendo l'Orda mentre la mente del dio si appellava al Fulcro personificato della creazione per risparmiare la Terra e nel contempo far sì che gli ultimi eventi non avessero mai avuto luogo. Al termine del colloquio Joey cancella la mente della donna e assieme a Ikaris, Sersi e Makkari si affretta verso nuove avventure.

### Runaways
Infastidita dall'incessata chiamata telepatica di Emma, Molly Hayes si fa lasciare a San Francisco dai Runaways e irrompe nella tranquillità delle Graymalkin Industries. Non desideroso di avere a che fare con la bambina, Ciclope l'affida a Wolverine che le fa girare la nuova base: annoiata a morte e preoccupata che i suoi amici possano azzuffarsi con gli studenti degli X-Men, in realtà i due giovani gruppi se la spassano in un night club della zona, Molly costringe Wolverine a lasciare la base cadendo così in una trappola ordita da uno dei nemici dei suoi malvagi genitori. Rapiti i due mutanti, questi rivela loro che anni addietro gli Hayes lo avevano bloccato in un coma da cui si è risvegliato grazie alla sua voglia di vendicarsi sulla loro unica figlia. Riuscito a liberarsi e mettere fuori combattimento il nemico e i suoi sgherri, Wolverine consola Molly rassicurandola che benché criminali i suoi genitori l'hanno cresciuta volendole bene. Alla fine della giornata, i Runaways cercano di convincere Molly a rimanere a S.F. ma la riportano a casa con loro quando la bambina minaccia di pestarli se avessero continuato.

### Secret Invasion: X-Men
Durante l'invasione Skrull di San Francisco, gli X-Men si ritrovano sotto assedio poiché tutte le vie di comunicazione col mondo esterno sono state tagliate inclusa la telepatia. Utilizzando tattiche di guerriglia riescono a mettere in difficoltà i nemici fin quando l'arrivo dei Super-Skrull li costringe a una ritirata strategica dando modo agli alieni di prendere in ostaggio un migliaio di cittadini e minacciare di farli esplodere a meno che gli X-Men non proclamino la resa. Chiuso nel suo laboratorio, Bestia con l'aiuto di Nightcrawler mette a punto una versione del virus Legacy estremamente letale per la fisiologia Skrull e sfruttando la resa, Ciclope e gli X-Men fungono da veicoli infettando i nemici. Richiamate le truppe sulla nave madre per evitare il contagio dell'intero esercito, il comandante dà l'ordine di auto-distruzione circoscrivendo così l'infezione. Salvata la giornata, gli X-Men si godono i festeggiamenti dei cittadini di S.F.

### Uncanny X-Men
Trasferitisi a San Francisco, gli X-Men inaugurano la base di Graymalkin Industries che servirà come ambasciata per i mutanti che decideranno di trasferirsi in città. Tuttavia la loro presenza nell'area urbana porta alla formazione della Setta infernale, milizia antimutante e xenofoba agli ordini di Empath controllato mentalmente dalla misteriosa Regina Rossa. Qualche notte prima dell'aggressione a Pixie, durante l'inaugurazione di una mostra d'arte moderna gli X-Men si scontrano con Magneto e le Sentinelle che figurano come ottimo diversivo per permettere all'Alto Evoluzionario di lobotomizzare il Celestiale dormiente che riposa al Golden Gate Park riuscendo in seguito a sfruttare la sua energia per ripotenziare Magneto. Furiosi per ciò che accaduto a Pixie, la squadra di Ciclope irrompe nel quartier generale della Setta riuscendo a smantellarla e nello stesso tempo scoprire la Regina Rossa è in realtà una rediviva Madelyne Pryor. Giorni dopo, Colosso per superare il dolore legato alla perdita di Shadowcat si pone al servizio di un vecchio nemico affrontato in Russia, un mutante capace di scoprire i segreti di chiunque tocchi che si mostrano con l'inchiostro di cui il suo corpo è ricoperto, e dopo aver salvato delle ex-mutanti profughe portate illegalmente a S.F. si dice pronto a rientrare in squadra con l'animo più sereno.

### Wolverine: Manifest Destiny
Sfruttando l'occasione del trasferimento a San Francisco, Wolverine si reca a Chinatown per chiudere i conti in sospeso con il suo boss del crimine: il Drago nero. Accolto negativamente e ripetutamente minacciato di morte dagli abitanti, scopre che il nemico in questione non è altri che Lin, una sua ex fiamma amareggiata dal come si comportò in passato: canni prima, dopo aver sconfitto il precedente Drago nero, Wolverine rifiutò di assumere il titolo che ricadde così sulla testa di Lin che si occupò di difendere il territorio di Chinatown e contemporaneamente "schiavizzarne" gli abitanti con la paura e i ricatti. Dopo essere stato messo fuori combattimento dai quattro componenti della banda del Drago nero, Wolverine viene soccorso dal suo vecchio maestro Po che lo rieduca all'arte del Kung fu. Nello scontro finale con la banda del Drago nero riesce ad avere la meglio su tre dei membri, mutilandone un quarto ma decide di lasciare fuggire Lin che giura però di vendicarsi. A differenza del passato, Wolverine assume il titolo di Drago nero impegnandosi a proteggere Chinatown.

### X-Men: Legacy
Con una suggestione psichica, Xavier induce Ciclope a incontrarlo nel bosco circostante le Graymalkin Industries per discutere del loro passato. Intenzionato a indagare su Sinistro, che era riuscito a penetrare nella sua mente, Xavier diviene a sua volta vittima dell'indagine telepatica di Emma Frost che era rimasta insospettita dal comportamento del compagno. Durante una serie di visioni del suo passato, Xavier comprende di più su che razza d'uomo era e nel contempo Emma si accerta che nella sua mente non vi sia più traccia del malvagio. Intanto, mentre al Club infernale si discute dell'abbandono di Sunspot e della presa di potere di Sebastian Shaw e della sua nuova alleata Claudine Renko; in Australia Rogue si rifugia presso la vecchia base degli X-Men e cerca di venire a patti con i frammenti di psiche di Mystica che ha assorbito durante Messiah Complex.

### X-Men: Manifest Destiny
Convivendo con Opal Tanaka, sua ex-fidanzata incontrata nuovamente a un party, Uomo Ghiaccio comincia ad accusare degli strani sintomi e mal funzionamenti ai suoi poteri. Richiesto l'aiuto di Bestia, questi lo invita a raggiungere la nuova base degli X-Men a San Francisco con l'x-jet inviatogli. una volta a bordo, improvvisamente la valigia di Opal esplode aprendo uno squarcio nello scafo e mentre Uomo Ghiaccio è impegnato a ripararlo, Opal riprende le sue sembianze di Mystica e lo scaraventa giù dall'aereo. Ricomparso una settimana dopo sul ciglio di una strada, viene portato in ospedale dove lo ricoverano ma Mystica riesce a sorprenderlo fingendosi uno dei suoi medici e iniettargli lo stesso inibitore di poteri che gli aveva causato problemi prima di Messiah Complex. Riuscito a liberarsi delle tossine cambiando più volte la propria superficie esterna di ghiaccio, fugge dall'ospedale e tramite autostop si rimette sulla strada per S.F. ma Mystica lo raggiunge ancora una volta spiegandogli che sta facendo tutto ciò per lui. Dopo l'ennesimo confronto, Uomo Ghiaccio si libera della mutaforma e raggiunge gli X-Men che lo inviano sul Golden Bate Bridge dove Mystica, con le sue sembianze, minaccia di far esplodere il ponte. Compreso finalmente il vero motivo dietro i vari tentati omicidi, ossia che la mutaforma lo ama ma non sa come esprimere tale sentimento se non tramite la violenza, Uomo Ghiaccio le confida che fra loro non ci potrà mai essere niente proprio perché ha più volte cercato di ucciderlo. Addolorata e infuriata dal discorso sentito, Mystica, prima di lanciarsi nell'oceano e fuggire, gli promette che lo ucciderà lei stessa.
- Boom-Boom, impegnata a fare shopping per le vie di S.F., non riesce a sventare la rapita che Nuwa mette a segno nel suo negozio preferito e, ancor peggio, la fa addormentare. Imbarazzata e incollerita Boom-Boom scopre il suo punto debole e, dopo aver tracannato tazze su tazze di caffè, riesce infine a sconfiggerla inibendo l'effetto soporifero dei poteri di Nuwa.[12]
- Karma viene umiliata da Emma quando fallisce nel tentativo di possederne la mente. Passeggiando per S.F. rivive i momenti della sua vita che l'hanno portata ad avere il controllo di se stessa e, dopo aver per sbaglio posseduto i fratelli in un impeto di collera e frustrazione, si rende conto con amarezza di aver perso lo smalto della gioventù. Si ripromette quindi di tornare al comando dei suoi poteri, delle sue emozioni e in definitiva della sua vita.[12]
- Fenomeno tiene in ostaggio un gruppo di avventori in un bar passando la serata a discutere sulle definizioni di "eroe" e "criminale" nella speranza di comprendere infine a quale delle due categorie appartenere. Deciso a impegnarsi per diventare uno dei buoni, a dispetto del cattivo passato, la sua risoluzione viene messa a dura prova quando un gruppo di poliziotti gli spara contro all'uscita da bar. Costretto a metterli fuori combattimento, dichiara di essere un buon cattivo.[13]
- Emma Frost, ancora sulle spine per la sua reputazione e il poco immacolato passato, durante una cena con i membri di punta degli X-Men scatta irosamente affermando di non poterne più di essere giudicata dai loro freddi sguardi accusatori. Lasciato il ristorante per una boccata d'aria fresca viene raggiunta da Wolverine che, spiegatole chiaramente di essere una degli X-Men, le fa notare come ciascuno dei commensali seduti al tavolo darebbe la vita per lei poiché consci che lei farebbe altrettanto per loro. Il mattino seguente, Emma fa cadere la sua corazza di diamante e finalmente si perdona il senso di colpa per il passato criminale.[13]
- Graymalkin rivela ad Anole che la sua vita: figlio di uno dei primi coloni americani, fu scoperto dal padre mentre impegnato in un rapporto omosessuale e, dopo essere stato picchiato selvaggiamente, sepolto in fin di vita nel campo dietro la casa. L'oscurità fece sviluppare la sua mutazione che gli consentì di sopravvivere in stati per centinaia d'anni fino a quando la distruzione dello Xavier Institute, smuovendo il terreno intorno alla sua tomba, non lo fece risvegliato. Scosso dall'aver rivissuto la storia, Graymalkin viene rassicurato dal compagno di squadra.[14]
- Colosso, depresso per la perdita di Kitty, è preda dei numerosi tentativi di Wolverine e Nightcrawler di sollevargli il morale. Tuttavia sbronzarsi, litigare, salvare persone in pericolo e conoscere gente nuova non sembra sortire alcun effetto. Confrontato direttamente sulla questione, ammette di non sapere come fare per tornare felice e di voler essere lasciato in pace. Nella quiete del Golden Gate Park, la richiesta di una bambina di salvarle la gatta di nome Kitty salita su un albero gli procura un minimo di felicità.[14]
- Mercury, affranta per il suo aspetto argenteo e metallico, confida a X-23 di non sentirsi più umana benché continui a mantenerne la forma fisica. Interrotte dalla Setta infernale, X decide di lasciare che sia l'amica ad affrontare gli avversari così da ricordarle che qualsiasi aspetto assuma rimane sempre una persona, invece che un informe ammasso metallico.[15]
- Nightcrawler si allena distrattamente nella Stanza del pericolo ma continua a venire sconfitto poiché poco concentrato. Dubbi riguardanti le sue ultime prestazioni come teleporta, la possibile sostituzione con Pixie ma soprattutto la perdita di Kitty lo convincono a terminare la simulazione dopo aver creato un costrutto dell'amica al quale chiede scusa per non essere stato presente al momento della sua scomparsa.[15]
- Valanga, adesso conosciuto solo come Nick, fugge di corsa dal bar che ha aperto a S.F. dopo aver letto su un quotidiano dell'arrivo degli X-Men in città. Purtroppo, una squadra tattica composta da Colosso, Nightcrawler e Bestia si trova già nel suo appartamento e riescono a trattenerlo fino all'arrivo di Wolverine che lo minaccia di morte qualora reindossasse il suo vecchio costume. Giurato di essere cambiato e non usare i poteri da quando ha aperto il bar, mesi addietro, Valanga maledice gli X-Men non appena questi se ne vanno.[16]
- Dazzler, in volo verso S.F., ricorda i momenti che l'hanno spinta ad abbandonare Londra: insuccessi, disaccordi col manager, stampa cattiva. Durante il volo, il criminale Marko Uomo montagna aggredisce una hostess quando questa si rifiuta di portargli altro alcool facendo intervenire Dazzler prima con i suoi poteri e successivamente cantando un brano che lo commuove al punto da unirsi a lei. Caricatasi della voce stonata dell'avversario, Dazzler rilascia un fascio di luce che lo mette k.o. e nel contempo si assicura una serie di spettacoli in un club della città come ringraziamento da parte di uno dei passeggeri.[16]

### X-Men: Manifest Destiny - Nightcrawler
Deluso per essere ormai quasi del tutto sostituito da Pixie come teleporta del gruppo, Nightcrawler lascia San Francisco per recarsi al suo villaggio natale in Germania dove gli hanno dedicato un museo. Una volta sul posto scopre che la curatrice lo ha invitato dietro pressione degli abitanti per convincerlo a sconfiggere un mostro che da tempo li affligge, il Vielfras. Confrontatosi con tale creatura dall'aspetto demoniaco, scopre che si tratta in realtà di un ragazzo maledetto da una zingara per averla tradita e suo malgrado si trova ad aiutarlo quando gli abitanti del villaggio lo aggrediscono. Messi in salvo un vecchio e sua nipote, che si credeva rapita dal Vielfras ma in realtà smarritasi nella foresta dove questi dimora, Nightcraler ode il rumore di uno sparo provenire dall'accampamento. Scoperto il corpo senza vita del mostro, l'X-Man si ritrova faccia a faccia con Mefisto che gli assicura di prendersi buona cura dell'anima del suicida all'inferno e che il destino toccato al Vielfras sarà anche il suo: una morte solitaria, dopo essere stato temuto e odiato per tutta la vita. Di ritorno a S.F. Nightcrawler rientra fra le file degli X-Men con la consapevolezza di essere maturato e cresciuto.

### Young X-Men
Ancora in lutto per la recente morte di Wolf Cub, agli Young X-Men vengono assegnati Sunspot e Moonstar come mentori. Stabilita la loro base in una delle cattedrali di San Francisco, il gruppo assiste alla defezione di Blindfold prima di venire a conoscenza che Ink è un normale umano potenziato grazie ai tatuaggi del suo tatuatore mutante. Scontratisi quindi con gli Y-Men, ossia un gruppo di criminali locali che avevano ottenuto superpoteri tramite tatuaggi, gli Young X-Men riescono infine a spuntarla proprio grazie a Ink che conquista la fiducia del gruppo. In seguito a questa avventura, alla squadra si uniscono Anole, Greymalkin e Cipher.